# Piazza Scipione Ammirato
Piazza Scipione Ammirato è una piazza di Napoli, situata nella parte alta del rione Materdei rientrante nel territorio del quartiere Avvocata.
La piazza è dedicata a Scipione Ammirato, storico cinquecentesco, rispettando il criterio abbastanza omogeneo di dedicare le strade della parte alta del rione a storici e cronisti come Ugo Falcando, Camillo Tutini e Alessandro Telesino.

## Storia
La piazza, circondata da parchi ed edifici di pregio che si ispirano allo stile liberty tipico della Napoli di inizio Novecento, è stata completamente riqualificata in occasione dei lavori della stazione della metropolitana di Materdei, terminati nel 2003. Oltre alla piazza, i lavori hanno interessato anche le strade adiacenti, in particolare l'elegante via Leone Marsicano. 

## Descrizione
Il progetto, curato dall'architetto e designer Alessandro Mendini, ha reso zona pedonale l'area su cui si estende la stazione ed ha dotato la piazza di un arredo urbano colorato e innovativo. Al centro della stessa si erge un obelisco di vetro colorati, elemento di raccordo tra l'interno e l'esterno della stazione; opposta all'obelisco, a valle, è presente una scultura in bronzo dipinto di Luigi Serafini, intitolata Carpe Diem.

## Trasporti
Nella piazza è presente la Stazione Materdei della Linea 1.